# الإدارة العسكرية السوفيتية في ألمانيا
الإدارة العسكرية السوفيتية في ألمانيا ( (بالروسية: Советская военная администрация в Германии, СВАГ)‏ . Sovyetskaya Voyennaya Administratsiya v Germanii ، SVAG؛ (بالألمانية: Sowjetische Militäradministration in Deutschland)‏ ، SMAD) كانت الحكومة العسكرية السوفيتية، ومقرها في برلين كارلسهورست، التي حكمت مباشرة منطقة الاحتلال السوفياتي في ألمانيا من استسلام ألمانيا في مايو 1945 حتى بعد تأسيس جمهورية ألمانيا الديمقراطية في أكتوبر 1949.
وفقا لاتفاقية بوتسدام في عام 1945، تم تعيين الإدارة العسكرية السوفيتية على الجزء الشرقي من ألمانيا في الوقت الحاضر، والتي تتكون في معظمها من وسط بروسيا. تم حل بروسيا من قبل الحلفاء في عام 1947 وتم تقسيم هذه المنطقة بين عدة ولايات ألمانية. تم ضم الأراضي الألمانية شرق خط أودر-نايسه من قبل الاتحاد السوفيتي أو منحها لبولندا، وتم طرد الألمان الذين يعيشون في هذه المناطق بالقوة، بعد أن تمت مصادرة ممتلكاتهم وسرقة معظم ممتلكاتهم أثناء النقل إلى الولايات المتحدة وبريطانيا والمناطق السوفيتية.

## مسؤولو الإدارة العسكرية السوفيتية البارزون
- مارشال الاتحاد السوفيتي غورغي جوكوف، الرئيس الأعلى لـ الإدارة العسكرية السوفيتية في ألمانيا، 1945-1946
- مارشال الاتحاد السوفيتي فاسيلي سوكولوفسكي ، الرئيس الأعلى لـ SMAG ، 1946-1949
- اللواء سيرجي إيفانوفيتش تيولبانوف، مدير إدارة الدعاية
- العقيد فلاديمير كراسوف، رئيس الأركان

## سياسة

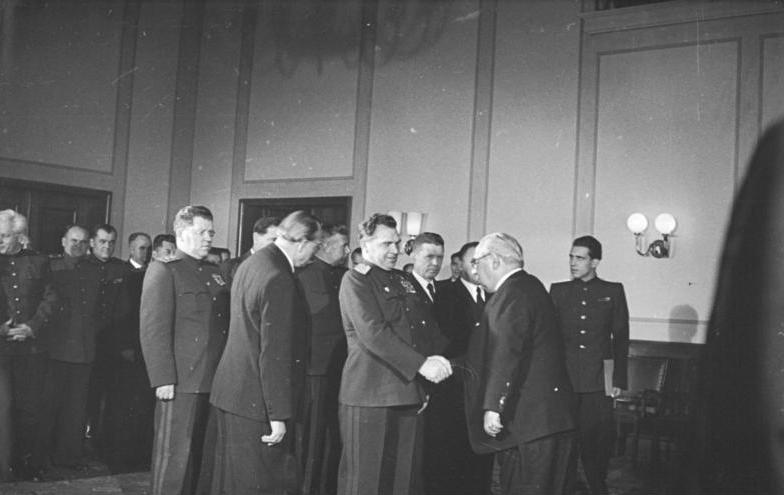
فيلهلم بيك وأعضاء الإدارة العسكرية

سمح مرسوم صادر في 10 يونيو 1945 بتشكيل أحزاب سياسية ديمقراطية معادية للفاشية ودعا إلى إجراء انتخابات في أكتوبر 1946. تم تشكيل ائتلاف من أربعة أحزاب في يوليو، يتألف من الشيوعية (KPD) والاشتراكي الديمقراطي (SPD) والمسيحي الديمقراطي ( CDU) والأحزاب الديمقراطية الليبرالية. عرف هذا التحالف باسم الجبهة الوطنية. في أبريل 1946 اندمج الحزب المسيحي الديمقراطي والحزب الديمقراطي الاشتراكي تحت الضغط السوفيتي في حزب الوحدة الاشتراكي الألماني ( Sozialistische Einheitspartei Deutschlands - SED). في انتخابات أكتوبر 1946، فاز الحزب الاشتراكي الديمقراطي في ولايات ألمانيا الشرقية، لكنه خسر في برلين الكبرى لصالح الحزب الاشتراكي الديمقراطي المحلي، الذي لم يندمج مع الحزب الاشتراكي الديمقراطيهناك.

## روابط خارجية
- تاريخ العالم في KMLA: تاريخ ألمانيا الشرقية